# Berliner Symphoniker
Die Berliner Symphoniker sind ein Sinfonieorchester in Berlin.
Das Orchester begann seine Konzerttätigkeit am 1. September 1967 als Symphonisches Orchester Berlin. Die Umbenennung in Berliner Symphoniker erfolgte zur Spielzeit 1992/93. Das Orchester ist nicht zu verwechseln mit dem Berliner Sinfonie-Orchester (BSO, heute: Konzerthausorchester Berlin).

## Geschichte
Im Jahr 1966 schlossen sich das Berliner Symphonische Orchester und das Deutsche Symphonieorchester zusammen und begannen 1967 unter dem neuen Namen Symphonisches Orchester Berlin (SOB) mit ihrem ersten Chefdirigenten Carl August Bünte die Konzerttätigkeit im Westteil der Stadt. Das SOB nahm die nach dem Mauerbau in Berlin 1961 arbeitslos gewordenen, sogenannten Grenzgänger, auf, jene Musiker, die im Westteil der Stadt wohnten und durch die Schließung der Grenze ihren Arbeitsplatz im Ostteil der Stadt verloren hatten.
In den 1970er Jahren kam es unter der Intendanz von Gideon Rosengarten mit der Einführung der Familienkonzerte zur Entstehung eines neuen Konzertformats mit musikpädagogischen Inhalten. Das „SOB“ entwickelte in den Folgejahren als erstes Berliner Orchester mit Konzerten in den Schulen und Kinder- und Familienkonzerten ein musikpädagogisches Profil.
Zur Spielzeit 1992/93 erfolgte die Umbenennung in »Berliner Symphoniker«.
2004 entschied das Land Berlin, die finanzielle Förderung einzustellen, seitdem muss das Orchester ohne öffentliche Subventionen auskommen.
Das Orchester unternahm zahlreiche internationale Tourneen, es trat dabei mehrmals auch in Asien, Afrika und Südamerika auf. 2007 wurden die Berliner Symphoniker mit ihrer CD Latin Music als Best Classical Album für den Latin Grammy Award nominiert.

### Chefdirigenten
- 1967–1973: Carl August Bünte
- 1975–1982: Theodore Bloomfield
- 1982–1985: Daniel Nazareth
- 1985–1986: Wolf-Dieter Hauschild als ständiger Gastdirigent
- 1989–1996: Alun Francis
- 1997–2019: Lior Shambadal[1]
- ab 2021: Hansjörg Schellenberger

### Konzertreisen des Orchesters
- 1996: Brasilien-Tournee
- 1998–2000: USA-Tournee, Konzerte in Ägypten, England, Spanien, Schweiz, Italien
- 2001: Italien, Großbritannien, Südamerika-Tournee
- 2002: Japan-Konzertreise
- 2004: Japan, Ungarn, Tschechien, Frankfurt/M.
- 2005: Südkorea, China, Schweiz, Italien, Griechenland
- 2006: Spanien, Schweiz
- 2007: Argentinien (Buenos Aires und Internationales Festival Ushuaia), Italien, Japan, China
- 2008: Festival de Mallorca, Japan, China
- 2010: Japan, China
- 2012: Japan, Vietnam, China, Frankreich, Griechenland
- 2013: Andorra, China
- 2014: Japan
- 2015: Italien, Kroatien, China, Israel
- 2016: Japan, Südkorea, Frankreich, Mallorca
- 2018: Japan, Österreich
- 2019: Italien, China
- 2022: Dubai, Österreich, Niederlande
- 2023: Japan
- 2024: Dubai

## Diskografie
Die Berliner Symphoniker haben unter ihren jeweiligen Dirigenten zahlreiche Schallplatten und CDs veröffentlicht.